# Cesare Bastelli
Cesare Bastelli (Modena, 9 ottobre 1949) è un direttore della fotografia e regista italiano.

## Biografia
Cresciuto a Bologna, Bastelli in gioventù ha fatto parte di un gruppo di teatro sperimentale. Ha frequentato il DAMS del capoluogo emiliano.
Attraverso la conoscenza di Lucio Dalla, col quale ha collaborato negli anni Settanta e Ottanta per i suoi videoclip, ha incontrato Pupi Avati. Ha lavorato in tutti i film del regista bolognese come aiuto regista e, in seguito, come fotografo di scena e direttore della fotografia; sempre come aiuto regista ha collaborato, tra gli altri, con Marco Bellocchio, Roberto Faenza, Marco Ferreri.
È stato direttore della fotografia anche di documentari e videoclip musicali e si è dedicato al montaggio. Il suo primo film da regista è Una domenica sì.

## Filmografia

### Regista
- Una domenica sì (1985)
- Sposi, secondo episodio (1987)
- È proibito ballare (1988) - film TV

### Direttore della fotografia
- Un amore americano, regia di Piero Schivazappa (1992)
- Magnificat, regia di Pupi Avati (1993)
- L'amico d'infanzia, regia di Pupi Avati (1994)
- Dichiarazioni d'amore, regia di Pupi Avati (1994)
- La stanza accanto, regia di Fabrizio Laurenti (1994)
- Io e il re, regia di Lucio Gaudino (1995)
- L'arcano incantatore, regia di Pupi Avati (1996)
- La via degli angeli, regia di Pupi Avati (1999)
- Anime, regia di Mariantonia Avati (2005)
- Per non dimenticarti, regia di  Mariantonia Avati (2006)
- Il nascondiglio, regia di Pupi Avati (2007)
- Regalo a sorpresa, regia di Fabrizio Casini (2013)
- Il signor Diavolo, regia di Pupi Avati (2019)
- Lei mi parla ancora, regia di Pupi Avati (2021)
- Dante, regia di Pupi Avati (2022)
- L'orto americano, regia di Pupi Avati (2024)
- Nato il sei ottobre, regia di Pupi Avati – docufilm (2024)

### Attore
- La mazurka del barone, della santa e del fico fiorone, regia di Pupi Avati (1975)
- Bordella, regia di Pupi Avati (1976)
- La casa dalle finestre che ridono, regia di Pupi Avati (1976)
- Passi furtivi in una notte boia, regia di Vincenzo Rigo (1976)
- Tutti defunti... tranne i morti, regia di Pupi Avati (1977)
- La stanza accanto, regia di Fabrizio Laurenti (1994)
- Se c'e' rimedio perche' ti preoccupi?, regia di Carlo Sarti (1995)

## Riconoscimenti
- Nastro d'argento
  - 2025 – Candidatura alla migliore fotografia per L'orto americano[4]